# Ядлівчак тагульський
Ядлівча́к тагульський (Colluricincla discolor) — вид горобцеподібних птахів родини свистунових (Pachycephalidae). Ендемік Папуа Нової Гвінеї. Раніше вважався конспецифічним з лісовим ядлівчаком.

## Поширення і екологія
Тагульські ядлівчаки є ендеміками острова Тагула в архіпелазі Луїзіада. Вони живуть у вологих рівнинних тропічних лісах і на узліссях. Зустрічаються поодинці або парами, іноді невеликими зграйками. Живляться комахами та іншими безхребетними, яких шукають серед листя. 